# Acraea flaveola
Acraea flaveola är en fjärilsart som beskrevs av Van Someren 1936. Acraea flaveola ingår i släktet Acraea och familjen praktfjärilar. Inga underarter finns listade i Catalogue of Life.